# Колбинцев, Ефим Григорьевич
Ефим Григорьевич Колбинцев (18 (30) января 1875, Оренбургская губерния — после 1917) — крестьянин, казначей, торговец, депутат IV Государственной думы от Оренбургской губернии (1912—1917).

## Биография

### Ранние годы
Родился 18 (30) января 1875 года в поселении при Преображенском заводе Орского уезда (Оренбургская губерния) в крестьянской семье. Сведения о его образовании разнятся: по одним данным он получил домашнее образование, по другим — окончил министерское сельское училище. В начале своей трудовой деятельности Колбинцев был письмоводителем мирового судьи и смотрителем арестного дома. Был членом правления крестьянского товарищества.
Затем занимался торговлей: в 1907 году владел собственным торговым предприятием. Кроме того состоял членом «раскладочного присутствия» по государственному промысловому налогу (госоргана, проверявшего заявления плательщиков налога об обороте за минувший год) и был агентом уфимского филиала страхового общества «Якорь», принадлежащего торговому дому «Вогау и К°». Был членом и счетоводом кредитного товарищества. Владел как надельной усадьбой, так и усадьбой на правах частной собственности. Имел дом и лавку, оценённые в 8000 царских рублей. Его годовой доход на момент избрания в Думу составлял 1200 рублей.

### В Государственной Думе
25 октября 1912 года крестьянин Е. Колбинцев был избран в Четвёртую Государственную думу Российской империи от съезда уполномоченных от волостей Оренбургской губернии.
В IV Думе вошёл во фракцию прогрессистов, однако, по некоторым сведениям, весной—летом 1914 года состоял в Независимой группе (в которую входил М. И. Канашев). Являлся членом целого рядя думских комиссий: по исполнению государственной росписи доходов и расходов, продовольственной (был заместителем председателя), земельной, бюджетной, о торговле и промышленности, переселенческой, по направлению законодательных предположений, сельскохозяйственной и по народному образованию. С августа 1915 по 31 октября 1916 года был членом Прогрессивного блока, который покинул вместе со всей Прогрессивной фракцией.
Не вошёл в группу из 39 парламентариев, подписавших думское законодательное предположение «Об учреждении особого духовного управления (муфтиата) для мусульман Северного Кавказа», хотя это предложение и поддержали трое других депутатов-«оренбуржцев»: М. И. Канашев, Н. Д. Кудрявцев и М. И. Гродзицкий.
В начале Первой мировой войны, с 1 октября 1914 года, состоял членом и исполнял обязанности казначея в Преображенском дамском комитета Российского общества Красного Креста.
В период Февральской революции 1917 года выполнял различные поручения Временного комитета Государственной думы (ВКГД): в конце марта он был командирован в Волхов в качестве комиссара ВКГД и Временного правительства для проведения следствия по делу о «беспорядках» на фаянсовой и фарфоровой фабриках «Товарищества И. Е. Кузнецова». После этого, по просьбе «отдела сношений с провинцией» ВКГД, его командировали в Орский и Оренбургский уезды родной губернии «с целью осведомления и организации населения уездов».
Дальнейшая судьба неизвестна.

## Семья
С 1894 года был женат на Евгении Серковой (род. 1878), на 1912 год имел сына.